# Чатемская петроика
Ча́темская петро́ика, или чатемская мухоловка (лат. Petroica traversi) — новозеландская птица из семейства Австралийские зарянки, эндемик Чатемского архипелага.

## Описание
Длина тела чатемской петроики составляет приблизительно 15 см. Вес самца составляет приблизительно 25 г, самка немного легче — примерно 22 г. Оперение полностью чёрное. Питается беспозвоночными, которых находит в лесной подстилке, в древесной коре, а также в среднем ярусе леса. Средняя продолжительность жизни 4 года, хотя известны случаи, когда птицы достигали 12-14 лет. 

Чатемская петроика моногамна. Период размножения наступает с сентября по март. Строительством гнезда занимаются самки, обычно они располагаются в дуплах или других подходящих отверстиях, например, в камнях. В кладке 1-3 яйца. Самка высиживает яйца сама, изредка покидая гнездо, чтобы получить пищу от самца.

## Угрозы и защита
С заселением архипелага началась активная сельскохозяйственная деятельность, которая сильно сократила места обитания птиц. Кроме того, завезённые коты и крысы, представляли значительную угрозу, поедая птенцов и взрослых особей. Вследствие этого многие виды исчезли или сократились до одной популяции. Это и произошло с Чатемской петроикой, которая была на грани вымирания и остаётся под угрозой исчезновения до сих пор.
Чатемская петроика была открыта в 1871 году во время экспедиции, возглавляемой Henry Travers на острова Чатем. Впоследствии его фамилия легла в основу латинского названия вида P. traversi. Ещё тогда Henry писал о большом количестве птиц на островах. Почти сто лет спустя популяция уменьшилась критически. Научная экспедиция, во главе с американцем, доктором Douglas Flack, в 1972 году, обнаружила лишь одну небольшую популяцию на острове Малый Мангере. В 1973 году популяция уже состояла из 16 птиц и продолжала уменьшаться. Мест пригодных для гнездования, а также беспозвоночных, которые являются основным рационом питания, на острове было не достаточно. В 1976 году популяцию уже составляли всего 8-9 птиц. Птицы гнездились, однако смертность молодняка была высокой. В этом году было решено перевезти всех оставшихся птиц на другой остров — Мангере. На последнем условия обитания были немного лучше вследствие успешной программы по рекультивации. Таким образом на Мангере были перевезены две пары и 3 самца, всего 7 птиц.
Однако одного перемещения оказалось недостаточно. Для того чтобы увеличить продуктивность оставшихся птиц, учёные провели эксперимент. Они изымали яйца Чатемской петроики и подкладывали их для выращивания подвиду Маорийской петроике Petroica macrocephala chathamensis, таким образом вынуждая самку Чатемской петроики к следующей кладке. Чатемская петроика стала в 1981 году одним из самых редких видов птиц в мире. Благодаря перемещению птиц на остров, и последующему интенсивному менеджменту, популяция была сохранена, и теперь насчитывает примерно 200 особей, которые обитают на двух небольших островах — Мангере и Рангатира. Особая заслуга в сохранении этих птиц принадлежит новозеландскому орнитологу Дону Мертону, который благодаря этой спасательной акции стал широко известен за пределами Новой Зеландии и написал об этом книгу.

## Фильмы и литература
- 2005: Marco Polo Hautnah-Dokumentation «Die seltensten Vögel Neuseelands» (Фильм о спасении чатемской петроики).
- 1992: David Butler, Don Merton: The Black Robin: Saving the World’s Most Endangered Bird (engl.), Oxford: Oxford University Press. ISBN 0-19-558260-8
- 2007: Handbook of the Birds of the World Volume 12 Picathartes to Tits and Chickadees.